# 福島県立美術館

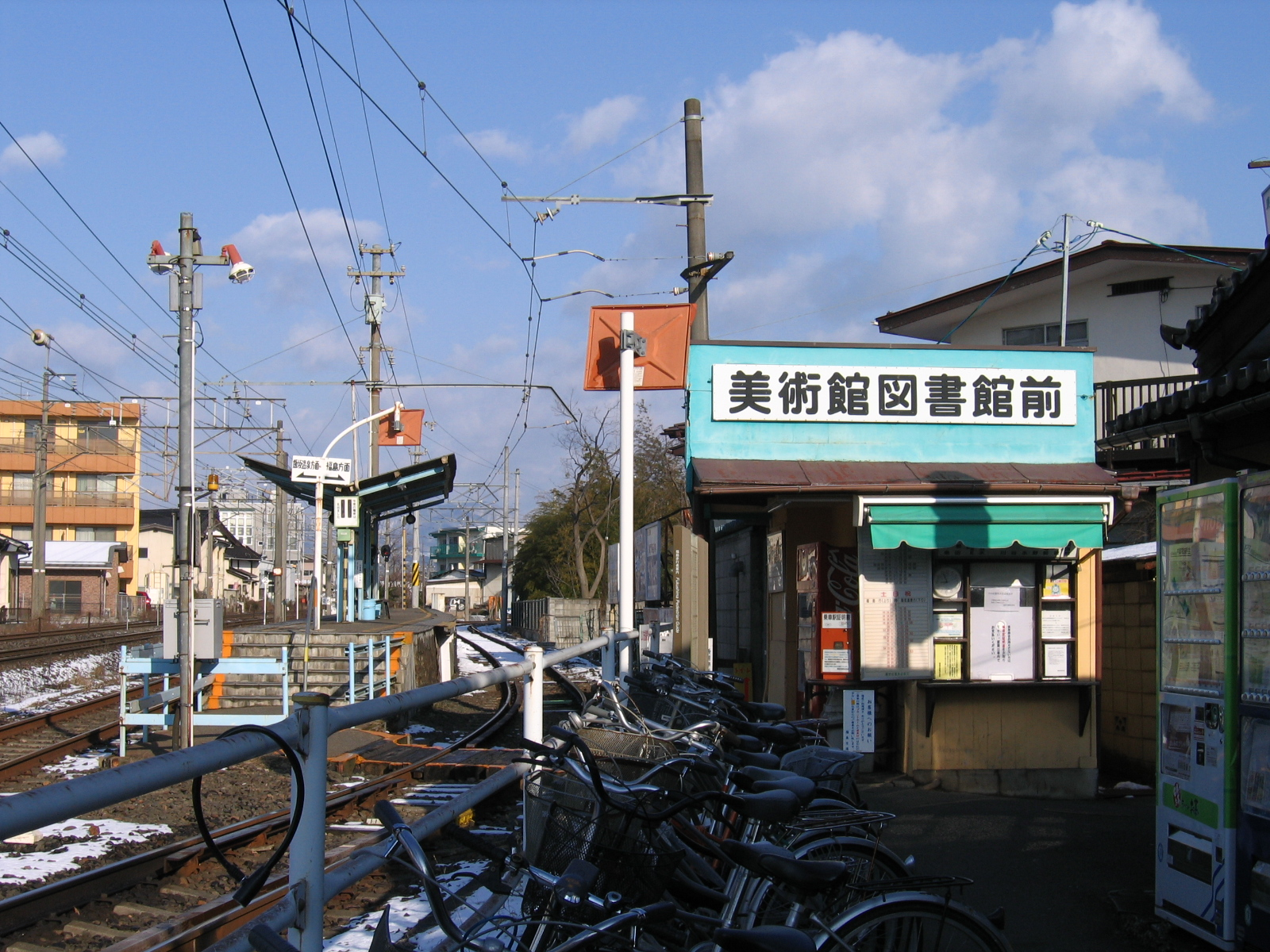
美術館図書館前駅

福島県立美術館（ふくしまけんりつびじゅつかん、Fukushima Prefectural Museum of Art）は、福島県福島市森合字西養山1番地にある福島県立の美術館。

## 概要
信夫山の麓に、福島県立図書館と併置。
福島大学経済学部森合キャンパスの跡地に1984年（昭和59年）7月に開館した。設計は大高建築設計事務所。絵画、版画、彫刻、工芸など1,600以上の作品を収蔵しており、福島県白河市生誕の関根正二を中心に、アメリカ合衆国20世紀の具象絵画や、福島県会津坂下町出身の版画家斎藤清のコレクションが特色である。
2020年（令和2年）8月から改修工事が行われ休館となり、天井やエレベーターの強化、展示室でのLEDの全面導入などを行い、2021年（令和3年）5月22日に再開館した。

## 交通アクセス
鉄道
- 福島交通飯坂線 美術館図書館前駅下車、徒歩で約3分。

路線バス
- 福島駅東口から福島交通バス：市内循環2コースに乗車、「県立美術館入口」停留所下車、徒歩で約4分。

## 東日本大震災の影響
東日本大震災の発生により、2011年（平成23年）3月12日～4月25日の期間閉館された。
福島第一原子力発電所事故の発生後、一部の海外所蔵作品の展示が拒否されると報道される。